# Marit Bratberg Lund
Marit Bratberg Lund, född den 7 november 1997, är en norsk fotbollsspelare.

## Karriär
Marit Bratberg Lund inledde sin seniorkarriär i FL Fart år 2013. Hon har även spelat för Kolbotn Fotball och SK Brann innan hon 2024 kontrakterades för Benfica. Hon har även representerat det norska damlandslaget där hon debuterade år 2022.